# 文丘町
文丘町（ふみおかちょう）は静岡県浜松市中央区の町名。丁番を持たない単独町名である。住居表示実施済。

## 地理
県立浜松商業高校や市立北部中学校があり、文教地区となっている。東で城北三丁目、西で富塚町、南で布橋二丁目・三丁目、北で和地山三丁目及び和合町と接する。

### 学区
- 浜松市立追分小学校
- 浜松市立北部中学校

## 歴史

### 町名の由来
文教地域の丘にあることから命名された。

### 沿革
- 1966年（昭和41年）5月1日 - 名残町・富塚町・和地山町の各一部を合わせて文丘町が成立。また、住居表示を実施[WEB 9]。
- 1978年（昭和53年）4月1日 - 浜松市立城北図書館が開設される。なお、現在は2006年（平成18年）10月1日に和地山へ移転している[WEB 10]。
- 2007年（平成19年）4月1日 - 浜松市が政令指定都市となる。文丘町は中区の一部となる。
- 2024年（令和6年）1月1日 - 浜松市の行政区再編により、文丘町は中央区の一部となる。

## 施設
- 学校法人無憂樹（アソカ）学園城北幼稚園
- 学校法人無憂樹学園城北ナーサリー
- 浜松市立北部中学校
- 静岡県立浜松商業高等学校
- セブン-イレブン浜松文丘町店

## 交通

### 道路
- 浜松市道池川和地山線（長坂）

## その他

### 警察
警察の管轄区域は以下の通りである。
| 番・番地等 | 警察署         | 交番・駐在所 |
| ---------- | -------------- | ------------ |
| 全域       | 浜松中央警察署 | 城北交番     |

### 消防
消防の管轄区域は以下の通りである。
| 番・番地等 | 消防署   | 本署/出張所 |
| ---------- | -------- | ----------- |
| 全域       | 中消防署 | 本署        |

### WEB
1. ↑  “h02_22.csv”.   総務省 (2022年2月10日). 2024年10月2日閲覧。
2. ↑  “chuouku_menseki.xlsx”.   浜松市 (2024年3月12日). 2024年10月2日閲覧。
3. ↑  “zissizennzi.pdf”.   浜松市. 2024年6月14日閲覧。
4. ↑  “静岡県 浜松市中央区 文丘町の郵便番号 - 日本郵便”.   日本郵便. 2025年2月15日閲覧。
5. ↑  “市外局番の一覧”.   総務省 (2022年3月1日). 2024年6月14日閲覧。
6. ↑  “事業所案内及び管轄地域（事務所3件、分室3件）”.   一般社団法人静岡県自動車会議所. 2024年6月14日閲覧。
7. ↑  “zissiitiran1.pdf”.   浜松市 (2024年1月1日). 2024年6月14日閲覧。
8. ↑  “解説ページ”.   株式会社エア. 2024年10月16日閲覧。
9. ↑  “zissizennzi.pdf”.   浜松市 (2024年1月1日). 2024年6月14日閲覧。
10. ↑  “図書館のあゆみ｜浜松市立図書館｜浜松市”.   浜松市. 2024年9月25日閲覧。
11. ↑  “城北交番｜静岡県警察”.   静岡県警察 (2024年1月1日). 2024年6月14日閲覧。
12. ↑  “消防署の町別管轄「ふ」／浜松市”.   浜松市 (2023年4月3日). 2024年6月17日閲覧。